# Povlsbrug
De Povlsbrug (Deens: Povls Bro of Povlsbro) is een brug in de buurt van de Deense plaats Kliplev, waarover de prehistorische weg Hærvejen loopt. De brug is gebouwd in 1744.